# Рогожкин, Сергей Иванович
Сергей Иванович Рогожкин (род. 3 мая 1952, Горький) — журналист, общественный деятель. С марта 2015 по февраль 2016 министр внутренней региональной и муниципальной политики Нижегородской области.

## Биография
Родился в городе Горьком (Нижний Новгород). Среднее образование получил там же, школа № 176, школа № 50 (окончил с золотой медалью — 1969 год), высшее образование — архитектурный факультет Горьковского инженерно-строительного института им. В. П. Чкалова (ГИСИ, окончил в 1974 году с отличием, Ленинский стипендиат).

### Начало трудовой биографии
Начинал лаборантом Горьковского речного училища имени И. П. Кулибина, (г. Горький), работал монтажником Мостоотряда № 1 Минтрансстроя, после окончания ВУЗа — ассистент кафедры городского строительства ГИСИ.

### Общественная деятельность
- Делегат Первого Всесоюзного слета студентов в Москве (1971 год), участник Всемирного фестиваля молодежи и студентов в Берлине (1973 год).
- Член выборных органов — комсомола (от Нижегородского райкома ВЛКСМ до ЦК ВЛКСМ, делегат двух съездов ВЛКСМ, с 1974 по 1990 год — на освобожденной комсомольской работе, которую завершил секретарем ЦК ВЛКСМ), КПСС (член Горьковского ОК КПСС, делегат XXVII съезда КПСС), Советов народных депутатов (депутат Нижегородского районного Совета депутатов города Горького, Депутат Горьковского областного Совета депутатов).
- Член Союза журналистов Москвы (с 2000 года), руководитель журналистской организации газеты «Московский комсомолец».
- Эксперт Общественной палаты РФ и её Комиссии по коммуникациям, информационной политике и свободе слова в СМИ. Один из составителей сборника аналитических материалов о состоянии средств массовой информации России «Свобода лучше», выпущенного Общественной палатой РФ (2011 год). Награждён Почетной грамотой Общественной палаты РФ.
- Член Общественного Совета при Главном управлении МЧС по городу Москве.

### Журналистская деятельность
- Будучи студентом, работал руководителем радиоредакции ГИСИ, внештатным корреспондентом молодежной редакции Горьковского радио, газеты «Ленинская смена». Получил факультативное журналистское образование (УМЛ).
- С 1992 года — заместитель руководителя департамента по делам печати и информации правительства Москвы.
- С 1993 года и по сей день — в «МК». Начинал с руководителя справочно-информационной службы (Службы досье), помощника главного редактора. Создавал Службу общественных связей, пресс-центр газеты (начавший работу в 2000 году, сегодня он является одной из самых престижных информационных площадок Москвы). Лауреат Премии Москвы в области журналистики (2007 год).
- Постоянный организатор ряда эксклюзивных проектов «Московского комсомольца»: устных выпусков, выездных праздников газеты, встреч с читателями. уникального праздника газеты «Московский комсомолец» (Сергей Рогожкин с первого дня работы в «МК» был бессменным директором этого мероприятия).
- Заместитель генерального директора по связям с общественностью «Московского комсомольца».
- Автор более ста публикаций в «МК», ряд из которых отмечались редакционной коллегией. Вел передачи на телевидении («Космос-ТВ»), московском телевидении.
- Составитель книги «Дмитрий Холодов: взрыв. Хроника убийства журналиста», отмеченной памятным знаком Министерства печати России (12 января 1999 года).

### Международная деятельность
В 1990—1992 г.г. работал представителем Союза Советских обществ дружбы и культурной связи с зарубежными странами (ССОД) в Республике Болгария, Директором Дома советской науки и культуры в Софии, заместителем заведующего отделом социалистических стран Юго-Восточной Европы и Кубы ССОД.

## Награды
Награждён правительственными наградами — Орденом «Знак Почета», медалью «За доблестный труд. В ознаменование 100-летия со дня рождения В. И. Ленина», медалью «В память 850-летия Москвы», Почётной грамотой правительства Москвы — за защиту демократии в год путча 1993 года, Благодарностью мэра Москвы — за многолетнюю и плодотворную работу по освещению многогранной жизни столицы (декабрь 1999 года) и другими наградами.

## Дополнительная информация
Ведет преподавательскую работу на факультете журналистики Международного университета в Москве. Женат.
Дочь — Наталья Рогожкина, актриса МХТ им. А. П. Чехова, Заслуженная артистка России.